# Deutsch Jahrndorf
Deutsch Jahrndorf (Hongaars: Németjárfalu) is een gemeente in de Oostenrijkse deelstaat Burgenland, gelegen in het district Neusiedl am See (ND). De gemeente heeft ongeveer 600 inwoners. Tot 1920 hoorde de gemeente tot Hongarije, het comitaat Moson. Even over de grens ligt Jarovce (Hongaars:Horvátjárfalu, Duits: Kroatisch-Jahrndorf) in Slowakije.

## Geografie
Deutsch Jahrndorf heeft een oppervlakte van 27,4 km². Het ligt in het uiterste oosten van het land.
Andau · Apetlon · Bruckneudorf · Deutsch Jahrndorf · Edelstal · Frauenkirchen · Gattendorf · Gols · Halbturn · Illmitz · Jois · Kittsee · Mönchhof · Neudorf bei Parndorf · Neusiedl am See · Nickelsdorf · Pama · Pamhagen · Parndorf · Podersdorf am See · Potzneusiedl · Sankt Andrä am Zicksee · Tadten · Wallern im Burgenland · Weiden am See · Winden am See · Zurndorf